# Ана Поповић (певачица)
Ана Поповић (Крагујевац, 5. март 1976) је српска поп певачица и учесница Беовизије 2019.

## Биографија
Ана Поповић је рођена 5. марта 1976. године у Крагујевцу. Дипломирани је пијаниста. Дипломирала је на Факултету музичке уметности у Београду, у класи професора Срђана Грбића. Од 1998. године професор је клавира у музичкој школи „Др Милоје Милојевић“. Као вокални солиста учествовала је на многим концертима и фестивалима као чланица бенда "Смак", "Викторија" и "Рехаб". Иза себе има 25 година рада у студију, снимала је преко 700 песама, пратећих вокала, џинглова и реклама.
10. јануара 2019. је објављено да ће бити учесница Беовизије са песмом "Луташ". Учествовала је у другом полуфиналу из којег се пласирала у финале. Била је посљедња у финалу без иједног освојеног бода.
Тренутно је певачица у бенду Слободана Стојановића Кепе "Kepa & Free Spirits".